# Friedrich Gottfried Leue
Friedrich Gottfried Leue (* 24. Februar 1801 in Salzwedel; † 4. Februar 1872 ebenda) war ein deutscher Jurist und Rechtsreformer, Politiker und Autor.

## Leben
Leue widmete sich Zeit seines Berufslebens der Jurisprudenz. Er besuchte von 1810 bis 1820 das Gymnasium in Salzwedel und studierte anschließend von 1820 bis 1822 Rechtswissenschaft an der Universität Halle. Im Jahre 1823 begann seine berufliche Tätigkeit als Jurist am Landgericht Magdeburg und am Stadtgericht Salzwedel. Leue setzte sich aktiv für die Reformen in der Politik und der Justiz ein, um demokratische Veränderungen zu erreichen. Von 1835 bis 1865 arbeitete er als Oberprokurator in der Rheinprovinz. 1848 war er Mitglied des Vorparlaments. Vom 18. Mai 1848 bis zum 23. April 1849 war er Mitglied der Frankfurter Nationalversammlung, 1849 bis 1850 war er Abgeordneter in der Ersten Kammer des preußischen Parlaments. 1859 war Leue Mitglied im Zentralrat des Deutschen Nationvereins und arbeitete von 1862 bis 1866 im Preußischen Abgeordnetenhaus für die Wahlkreise Salzwedel und Gardelegen. 1869 kehrte er nach Salzwedel zurück.
Im Jahre 1845 druckte Leue auf eigene Kosten „Das Geschworenengericht“. Darin forderte er die Öffentlichkeit von Gerichtsverfahren, Beteiligung von Schöffen und Beseitigung der Patrimonialgerichtsbarkeit. Das brachte ihm eine Klage wegen Hochverrats ein. Leue wurde jedoch freigesprochen, aber dennoch strafversetzt.
In seiner politischen Haltung setzte Leue sich für das Gemeinwohl ein. Dadurch gewann er eine hohe Glaubwürdigkeit in der Bevölkerung. Er galt als Kämpfer für ein einheitliches, ungeteiltes und demokratisches Vaterland. Sein Streben als Jurist und als Abgeordneter stand unter dem Ziel, das Rechtssystem zu verändern. Er forderte, die staatliche Willkür durch eine von Seiten des Staates gesetzlich verbürgte Freiheit des Einzelnen zu ersetzen. Damit legte der Jurist den Grundstein für ein Rechtssystem, welches unabhängig und frei auf rechtlichen Grundlagen tätig ist. Dazu zählten für ihn besonders:
- mündliche Verhandlungen vor Gericht (ähnlich der heutigen öffentlichen Verhandlung und Beweisaufnahme);
- Einführung der Geschworenengerichte (heute Schöffengerichte);
- Beseitigung der feudalen Privilegienordnung.

## Werke
- Theorie des Beweises im Preußischen Civil-Prozesse. Jacob Anton Mayer, Aachen 1835
- Von der Natur des Eides. Mayer, Aachen 1836
- Der mündliche öffentliche Anklage-Prozeß und der geheime schriftliche Untersuchungs-Prozeß in Deutschland : historisch & kritisch. Mayer, Aachen 1840
- Das Geschworenen-Gericht : Nebst einem Anhange über die Unvereinbarkeit des Entwurfs des Strafgesetzbuches für Preußen mit der rheinländischen Gerichtsverfassung. Aachen 1845
- Vertheidigung des Ober-Prokurators Leue in Koblenz gegen die neue und bis dahin unerhörte Anklage wegen Versuchs eines Press-Vergehens. Leipzig, 1847
- Das deutsche Schöffengericht. Kollmann, Leipzig 1847
- Ueber Censur und Redefreiheit. Mayer, Aachen 1848
- Bemerkungen über den Entwurf des Strafgesetzbuches für Preussen:  mit besonderer Rücksicht auf die Gerichts-Verfassung der Rheinprovinz. Kollmann, Leipzig 1848
- Motivirter Entwurf zu einer Kriminal-Prozeß-Ordnung mit Vergleichung der Gerichts-Verfassung in England, Frankreich und Preußen. Mayer, Aachen [u. a.] 1850
- Gesetz über die Gerichtsverfassung in Preußen mit Ausschluß des Bez. d. Königl. Apellations-Gerichtshofes in Köln. Kaulen, Düsseldorf 1865